# 에타제타
에타제타 (그리스어: Εταζέτα; 활동 : 기원전 255 – 기원전 254년)는 비티니아의 왕 니코메데스 1세의 둘째 부인이다. 니코메데스 1세가 죽은 뒤, 그녀는 비티니아의 섭정이 되었다.

## 생애
니코메데스는 왕위 계승에 있어 첫째 부인에게서 태어난 아들들을 배제하였고 대신에 에타제타 사이에서 태어난 자녀들이 왕위에 오르게 되었다. 니코메데스와 에타제타의 아이들이 아직은 너무 어렸기 때문에, 니코메데스는 프톨레마이오스 2세 및 안티고노스 2세 등에게 어린 아들들에 대한 후견을 제안하며 비티니아 왕위에 대한 가문의 소유권을 강화하고자 했다. 비잔티움, 헤라클레이아, 키오스 등 도시 국가들도 후견인에 포함되었다.
기원전 255년 니코메데스 1세가 사망하자, 에타제타는 어린 아들들을 대신해 통치했다. 하지만 니코메데스의 장자인 지아엘라스는 아버지의 결정을 거부했고 왕위를 차지하기 위해 양어머니에 대한 전쟁을 시작했다. 에타제타는 저항을 하기 위해 니코메데스의 형제와 혼인까지 하였으나 기원전 254년경 지아엘라스에 의해 왕위를 빼앗기고 자녀들과 함께 마케도니아로 망명했다.